# کلیف هولتون
کلیف هولتون (انگلیسی: Cliff Holton؛ ۲۹ آوریل ۱۹۲۹ – ۴ ژوئن ۱۹۹۶) یک بازیکن فوتبال اهل بریتانیا بود.